# Christophe Clement
Christophe Clement (Parigi, 1º novembre 1965 – 25 maggio 2025) è stato un allevatore di cavalli da corsa statunitense.

## Biografia
Era figlio di Miguel Clement, allenatore francese scomparso nel 1978.
Dopo avere studiato Economia ad Assas, Christophe decise di seguire le orme paterne lavorando negli Stati Uniti prima per la Taylor Made Farm e Shug McGauhey, quindi in Inghilterra, assistendo Luca Cumani, per poi stabilirsi definitivamente negli USA nel 1990.
Ogni anno, dalle statistiche rilevate dalla NTRA (National Thoroughbred Racing Association), Christophe Clement era tra i primi allenatori degli Stati Uniti, con al suo attivo $55 000 000 di montepremi e 232 corse vinte tra il 1991 e il 2007. Ha allenato i campioni Forbidden Apple e Revved-Up, oltre a Flagdown, Trampoli, Danish, Blu-Tusmani, Meridiana, Coretta, Dedication, Dynever, England's Legend, Royal Highness, Naissance Royale, Meribel, Rutherienne e Vacare.
Tra i proprietari francesi, le Haras du Mezeray, Édouard de Rothschild, le Haras des Monceaux ed Alec Head erano i più fedeli sostenitori oltre ai numerosi proprietari stranieri tra cui Sua Maestà la Regina Elisabetta II.
Suo fratello Nicolas, che allena a Chantilly in Francia, ha vinto l'Arco di Trionfo (1990) con Saumarez.
La scuderia ha raggiunto la millesima vittoria nel dicembre 2008 (cavallo: Vacare, corsa: Dahlia Handicap in California). I suoi centri di allenamento sono principalmente a Payson Park, Indiantown (Florida), a Belmont Park e Saratoga Springs (New York) e in Kentucky e California.
Clement è morto nel 2025 per un melanoma.

## Vita privata
Visse in Florida con la moglie Valerie e i figli Miguel e Charlotte.

## Vittorie principali

### Stati Uniti

#### Gruppo I
- Belmont Stake- Gr I - Tonalist (2014)
- Jockey Club Gold Cup - Tonalist (2014), Tonalist (2015)
- Cigar Mile- Gr I - Tonalist (2015)
- Queen Elizabeth II Challenge Cup Stake- Gr I - Danish (1994)
- Sword dancer Invitational H. GR I - Honor Glide (1999),Winchester (2011)
- Manhattan H. GR I - (3) - Forbidden Apple (2001), Gio Ponti (2009), Winchester (2010)
- Garden city Breeders'Cup H. GR I -Voodoo Dancer (2001), Miss World (2009)
- Beverly D. GR I - (2) - England's Legend (2001), Royal Highness (2007)
- Diana H. GR I  -  (3)- Voodoo Dancer (2003),Rumpipumpy GR II (1997), Hard Not To Like (2015)
- Bing Crosby H. GR I - In Summation (2007)
- Del mar Oaks GR I - Rutherienne (2007), Discreet Marq (2013)
- Frank Kilroe Mile H. GR I - Gio Ponti (2009)
- Man O'War - Gio Ponti (2009),Gio Ponti (2010)
- Coaching Club American Oaks - Funny Moon (2009)
- Arlington Million - Gio Ponti (2009)
- Shadwell Mile - Gio Ponti (2010), Gio Ponti (2011)
- Turf Classic - Winchester (2010)

#### Gruppo II
- La Prevoyante H. GR II - (3) - Sardaniya (1992),Coretta (1998),Coretta (1999)
- Peter Pan - Tonalist (2014)
- Fort Lauderdale GR II -  Summer Front(2014)
- Gulfstream Breeders'Cup - (2) - Passagere du Soir(1992), Misil (1995)
- Long Island H. GR II - (2) - Trampoli (1993),Coretta (1998)
- Withers GR II - (3) - Blutusmani (1995),Statemanship (1997, Fast decision (2002)
- Bowling Green H. GR II - (2) - Flagdown (1996), Honor Glide (1999)
- Pan American GR II - Flagdown (1997)
- Orchid H. GR II - (6) -  Trampoli (1994), Coretta (1999),Lisieux rose (2003), Inuendo (2001), Julie Jalouse (2002), Meridiana(2004)
- Belmont Breeders'Cup H. GR II - (2) - With The Flow (1999),Forbidden Apple (2000)
- Knickerbocker GR II - (2) - Charge d'Affaires (1999), Charge d'Affaires (2000)
- Sheepshead H. GR II - (3) - Lisieux Rose (2000), Mariensky (2003), Mauralakana (2008)
- Kelso H.GR II - (2) - Forbidden Apple (2000),Forbidden Apple (2001)
- Citation H. GR II -  Charge d'Affaires(2000)
- New- York H. GR II - (2) England's Legend(2001), Mauralakana (2008)
- Palomar H. GR II - (2) Voodoo Dancer(2002), Vacare (2008)
- Beverly Hills GR II -  Voodoo Dancer(2003)
- Lake Placid H. GR II - (2) -  Spotlight(2004), Naissance Royale (2005),
- First Lady GR II -  Vacare(2007)
- Las Palmas H. GR II - Naissance Royale (2007)
- Palos Verdas H. GR II -In Summation(2008)
- Mc Knight GR II - Flag Down (1995)
- Red Smith GR II - Flag Down (1995)
- Jenny Wiley GR II- Rutherienne (2008)
- Virginia Derby GR II- Gio Ponti (2008)
- Dahlia H. GR II- Vacare (2008)
- Shuvee H. GR II- Funny Moon (2010)

### Canada

#### Gruppo I
- Canadian International GR I - Relaxed Gesture (2005)
- Summer Stakes GR I - Decorated Invader (2019)

#### Gruppo II
- Niagara Breeders's Cup - (2) - Honor Glide (2001), Revved Up (2005)
- Nassau S. GR II - (2) -  Siringas(2002), naissance Royale (2006)
- Canadian H. GR II -  Calista (2002)
- Nearctic H. GR II -  Steel Light(2005)

### Singapore
- CECF Singapore Cup -  Parranda 2015